# 박재홍 (1960년)
박재홍(朴材洪, 1960년 10월 25일 ~ )은 대한민국의 제7대 경상남도 창녕군의원이었다.

## 학력
- 명덕국민학교 졸업
- 창녕중학교 졸업
- 창녕공업고등학교 졸업

## 경력
- 창녕군 축산업 협동조합 이사
- 창녕읍 갈전마을 개발위원장
- 창녕군 뫼사랑 산악회 회장
- 창녕군 축산업 협동조합 조합장 직무대리
- 전국한우협회 창녕군 지부 감사
- 누리스타 창녕군 봉사단장
- 창녕군 축산인 협의회 회장
- 창녕읍 갈전 새마을 지도자
- 신라오릉보존회 창녕군 박씨 종친회 이사
- 창녕공업고등학교 창녕군지구 동문회 회장
- 명덕초등학교 총동문회 체육회 이사
- 창녕읍 의용소방대 훈련반장
- 창녕군 체육회 이사
- 창녕중학교 총동문회 부회장
- 전국투우협회 창녕군지회 지회장
- 창녕군 재향군인회 이사
- 창녕읍 체육회 이사
- 창녕군 후계농업경영인
- 112무선 봉사단체 창녕군 부단장
- 2014.07 ~ 2017.03 제6대 경상남도 창녕군의회 의원
- 2014.07 ~ 2016.07 제6대 경상남도 창녕군의회 전반기 총무위원회 위원장
- 2016.07 ~ 2017.03 제6대 경상남도 창녕군의회 후반기 총무위원회 위원장

## 역대 선거 결과
| 실시년도 | 선거      | 대수 | 직책   | 선거구                  | 정당     | 득표수  | 득표율          | 순위 | 당락 | 비고           |
| -------- | --------- | ---- | ------ | ----------------------- | -------- | ------- | --------------- | ---- | ---- | -------------- |
| 2014년   | 지방 선거 | 7대  | 군의원 | 경남 창녕군 (가 선거구) | 새누리당 | 3,353표 | \| \| 34.44% \| | 1위  |      | 초선, 민선 6기 |
|          | 34.44%    |      |        |                         |          |         |                 |      |      |                |